# ドラムカンナの冒険
『ドラムカンナの冒険』（ドラムカンナのぼうけん）は、2002年9月から12月まで、NHK教育テレビ『天才てれびくんワイド』枠内で放映されたテレビ人形劇。
ひょうきんなキャラクターや独特の音楽、そして何よりゴミで構成された世界観やキャラクターなどの特徴的なビジュアルが大きな特色である。有名な番組ではないが、主人公が陥る境遇が視聴者に強烈な印象を与え、トラウマ人形劇としても知られる。

## 概要
実写に加えCGも使用していることからスーパー人形劇と称している。
あらかじめ台詞を収録し、それに合わせて人形を操演するプレスコ方式で撮られた（DVD特典映像より）。
2003年1月にBS2で再放送された。

## あらすじ
小学六年生の望月カンナはある日、ひょんなことからドラム缶のゴミ箱に落下してしまう。その先は、ゴミが意思を持って愉快に暮らすゴミリーヒルズという町だった。自分もドラム缶をかぶった人形のゴミに変わってしまったカンナは、ゴミリーヒルズの住人たちと交流しながら、元の世界へ戻る方法を模索し始める。やがて、ゴミ世界の独裁者ガラス皇帝の魔の手が町へ迫る中、突如月が紅く染まり、ゴミの雨が降り止むなどの天変地異が起こりはじめ、ゴミリーヒルズからゴミがなくなってしまう。残っていたゴミもガラス皇帝によって全て奪われてしまったため、カンナたちゴミリーヒルズの住民はゴミを取り返すべく、ガラス皇帝の居城ギガタワーに乗り込む。

## 登場人物
望月 カンナ
演・声：井端珠里、操演：奈良岡潤子
小学六年生。ゴミ世界へ落ちた時に人形になり、胴体が赤いドラム缶に埋まってしまったため、町の住人からは「ドラムカンナ」と呼ばれる。わがままで負けん気が強い性格。
ギガタワーに乗り込む直前に重傷を負い、仲間たちが各々身体のパーツを提供したことで一命を取り留めたものの、目覚めた直後は変わり果てた自分の姿に取り乱し、拒絶したがガラス皇帝との決着に向かった。平和が戻った後は、身体を元通りに作り直し（ただしドラム缶は青に変わった）、タクと共にゴミリーヒルズで生きていくことを受け入れた。
タク
演・声：菅谷智春
カンナの幼なじみの少年。小学生のパンク野郎。カンナに「NO FUTURE」の言葉を教え（そう携帯に落書きし）、カンナがゴミ世界へ落ちるきっかけを作る。
そのままカンナと離れ離れになったと思われていたが、終盤でカンナの後を追ってゴミ世界に落ち、カンナの携帯と一体化していたことが判明する。落雷によって充電された後は重傷を負って治療されたカンナの胴体部分となり、共にガラス皇帝と戦った。決着後は携帯のディスプレイ部のみとなって独立し、カンナと共にゴミリーヒルズで暮らしている。
杉太郎
声：石野竜三、操演：がこさく
木製の椅子や金物の定規といったもので出来た大工のゴミ。江戸っ子肌で威勢がいいが、実は案外卑怯な性格。キャサリン先生に惚れこんでいて、バリトンとは恋のライバル関係。ゴミリーヒルズの家は全て彼が建てたもの。
重傷を負ったカンナに身体のパーツを提供し、眉毛が小さくなったり椅子の足が減ったりもしたが、決着後は戻ってきたゴミによって身体も元通りになった。
みかんの富士
声：まるたまり、操演：梶野由紀子
蜜柑などの生ゴミで出来た力士のゴミで、杉太郎の子分。小柄ながらも怪力を誇る。しかし生ゴミ故に環境の変化に敏感で、緑に変色して震えだすのは周囲に危険が迫っているサイン。
重傷を負ったカンナにはミカンの身や皮を提供し、さらに小柄でややスリムになったが、決着後は元通りになった。
鉛筆ちびーる
声：山本美由紀、操演：川口英子
鉛筆や消しゴムといった文房具で出来た新聞記者のゴミ。カンナのことを「カンナ姉ちゃん」と呼び慕い、スクープやシャッターチャンスを求めてゴミリーヒルズを走り回っている。スクープを求めるあまり、時にやらせもいとわないが、やり過ぎて怒られることもある。
重傷を負ったカンナには、大事なレンズやフラッシュ（電球）などを提供した。
ダンディー・バリトン
声：松尾貴史、操演：桑折康子
バイオリンなどの楽器で出来た音楽家のゴミ。会話に怪しいフランス語（ではないこともある）をおりこみ、口癖は「oh!Lala」。杉太郎とはキャサリン先生を巡る恋のライバル関係。常に陽気でポジティブだが、杉太郎同様かなり卑怯な性格。
かつてゴミを満足に得られず身体が弱かった頃に楽器と出会い、以来音楽を自身の生涯同然に考えている。カンナに身体の一部を提供した時は、頭のポンパドール（バイオリンの糸巻き）などがなくなっていた。
キャサリン先生
声：前田真里、操演：磯辺美恵子
包帯やスポイトで出来た女医のゴミ。ゴミリーヒルズのセクシーシンボルで、「セクシー体操」と称する怪しげな踊りで男たちを魅了する。杉太郎とバリトンに惚れられているが、本人はロックブーテに好意を向けている（最終話ではバリトンと対を成すように描かれている）。
かつて危篤に陥った恋人を救えなかったトラウマがある。カンナが重傷を負った時にはゴミ移植手術を敢行し、自身も身体の一部を提供した。
刑事ロックブーテ
声：松山鷹志、操演：山部俊文
皮手袋で出来た刑事のゴミ。常にクールでニヒルだが、いい加減なことを大袈裟に言っているだけのときもある。キャサリン先生に好意を寄せられ、付きまとわれている。自身の身体そのものを拳銃型に変形させて放つ輪ゴム弾を武器に持つ。
かつて反ガラス皇帝のゲリラに加わっていた過去を持ち、エリザベスとは戦友だったが、輪ゴム弾で彼女を誤射してしまったことをいまだに悔やんでいる。
とっくりんぞう
声：松尾貴史、操演：清水正子
徳利や猪口で出来た酒飲み老人のゴミ。大抵酔っぱらっていてまともなことを口走らないが、酔いが覚めると年長者らしい毅然とした態度になる。俳人でもあり、その場の状況を的確に捉えた俳句を詠み上げることもする。
ウールばあさん
声：潘恵子：操演：高橋弘一
毛糸で出来た大柄な老婆のゴミ。毛糸で出来ているためか、とても温かい心の持ち主。時には励まし、時には叱責する、カンナの良き理解者。また、落雷や地震などの天変地異について「ドンドラ様」「鯰様」という神性らしき存在の名前を言及する様子から、ゴミリーヒルズに伝わる伝説の類にも詳しいことが窺える。
重傷を負ったカンナにじぶんの糸玉をいくつか提供した他、仲間たちがゴミ燃料にされそうになった時は自分の糸をほどいて脱出に貢献した。糸がほどけると小さな姿になってしまう。
エリザベス
声：高田由美
飴で出来た謎の女性ゴミ。自分のことを「エリザ」と呼ぶ。突然ゴミリーヒルズにやってきて、その甘さで男たちを虜にする。
かつては反ガラス皇帝のゲリラで、ロックブーテとは戦友だったが、現在はガラス皇帝のスパイとして生きている。
ノミ大佐
声：まるたまり
工具の破片、主に金属と樹脂で構成された不燃ゴミ。ガラス皇帝の忠実なる部下。小さな体でゴミリーヒルズに潜り込んで情報を集める。褒められると調子に乗って秘密を何でも喋ってしまう癖がある。ガラス皇帝同様、人形ではなくCGキャラクター。
終盤でガラス皇帝に見捨てられロケットの燃料にされそうになるが、ゴミリーヒルズの住民と協力して脱出する。最終話ではゴミリーヒルズの住民となった模様。
ガラス皇帝
声：松尾貴史
ギガタワーを拠点とするゴミ世界の独裁者。ゴキブリロボット「ローチ」や鼠ロボット「マウス」を放ってゴミ世界中のゴミを集め、ギガタワーを積み上げている。怒る時は目に「怒」の電光文字が浮かぶ。
元々はカンナと同じ世界から来た者であり、持ち主に捨てられゴミ世界に落ちたという。人間たちに復讐して元の世界を支配するためにタワー内部にロケットを建造しており、ゴミを集めていたのはその燃料にするためだった。自分と同じ境遇のカンナを后にしようとするが、カンナに拒否され、ロケットの制御装置を破壊されてしまう。最後は爆発するロケットから元の世界に向かって飛び立った。

## 用語
ゴミリーヒルズ
カンナが迷い込んだゴミ世界の街。ゴミリーヒルズの家は杉太郎が建てたもの。
NO FUTURE（ノーフューチャー）
物語序盤で、タクがカンナの携帯に落書きしながら教えた言葉。「未来はない」の意味を表すが、転じて「己の道は己で切り開け」の意味を表している。
本作のキーワードで、ガラス皇帝も密かに口ずさむことがあった。

## スタッフ
- シリーズ構成：須田泰成
- 脚本：須田泰成（epsode1, 2, 3, 4, 11, 12）、野尻靖之（epsode5, 6, 9, 10）、今石千秋（epsode7, 8）
- 音楽：日下義昭
- 総合デザイン：福島敦子
- 人形劇プロデュース：佐藤東、遊佐保郎、酒井久美子
- 美術：植松淳、小池俊章
- 人形デザイン：菅澤敬一
- 人形小道具：新藤有里、杉山桂太
- 大道具：鈴木亜弥、まるとみ、富田りん、高橋悦子、福田和彦、佐々木記貴、美学舍
- CGアニメーション：STUDIO 4℃